# Samorodok Chabarowsk
Samorodok Chabarowsk – rosyjska kobieca drużyna siatkarska z Chabarowska. Obecnie zespół występuje w rozgrywkach Superligi.
- Adres: Przecznica Produkcyjna 2, 680015 Chabarowsk
- Prezes: Jewgienij Zjatkowskij
- Trenerzy:  Igor Gajdabura,  Oleg Liapugin

## Sukcesy
- 3. miejsce w Final Four Pucharu CEV siatkarek 2007/2008